# Volta al País Basc 1981
La Volta al País Basc 1981 fou la 21A edició de la Volta al País Basc. La cursa es disputà en cinc etapes, una d'elles dividides en dos sectors, un d'ells contrarellotge individual, entre el 6 i el 10 d'abril de 1981 i un total de 815,6 km.

## Equips participants
Nou van ser els equips que van prendre la sortida, els espanyols: Teka, Kelme, Reynolds, Manzaneque, Colchón CR i Zor-Helios-Novostil i els estrangers Bianchi, Santini-Selle Italia i Splendor, per completar un gran grup de 90 corredors.

## Etapes
| Etapa | Data       | Recorregut                 |                         | Km   | Vencedor de l'Etapa     | Líder de la general   | Ref.  |
| ----- | ---------- | -------------------------- | ----------------------- | ---- | ----------------------- | --------------------- | ----- |
| 1ª    | 6 d'abril  | Lazkao - Lazkao            | Etapa de mitja muntanya | 176  | Juan Fernández (ESP)    | Juan Fernández (ESP)  | [ 1 ] |
| 2ª    | 7 d'abril  | Lazkao - Amurrio           | Etapa accidentada       | 160  | Juan Fernández (ESP)    | Juan Fernández (ESP)  | [ 1 ] |
| 3ª    | 8 d'abril  | Amurrio - Bermeo           | Etapa de muntanya       | 186  | Silvano Contini (ITA)   | Silvano Contini (ITA) | [ 2 ] |
| 4ª    | 9 d'abril  | Bermeo - Ibardin           | Etapa de mitja muntanya | 186  | Silvano Contini (ITA)   | Silvano Contini (ITA) | [ 3 ] |
| 5ª A  | 10 d'abril | Bera - Zizurkil            | Etapa de mitja muntanya | 96   | Guido Van Calster (BEL) | Silvano Contini (ITA) | [ 4 ] |
| 5ª B  | 10 d'abril | Zizurkil - Alt d'Iturriotz | cronoescalada           | 11,6 | Silvano Contini (ITA)   | Silvano Contini (ITA) | [ 4 ] |

## Classificació general
|     | Ciclista                 | Equip                | Temps       |
| --- | ------------------------ | -------------------- | ----------- |
| 1.  | Silvano Contini (ITA)    | Bianchi              | 22h 07' 30" |
| 2.  | Mario Beccia (ITA)       | Santini-Selle Italia | + 33"       |
| 3.  | Marino Lejarreta (ESP)   | Teka                 | + 40"       |
| 4.  | José Luis Laguia (CAT)   | Reynolds             | + 1' 07"    |
| 5.  | Eulalio García (ESP)     | Teka                 | + 1' 14"    |
| 6.  | Pedro Muñoz (CAT)        | Zor-Helios-Novostil  | + 1' 16"    |
| 7.  | Ismael Lejarreta (ESP)   | Teka                 | + 1' 42"    |
| 8.  | Ángel Arroyo (ESP)       | Zor-Helios-Novostil  | + 1' 58"    |
| 9.  | Manuel Esparza (CAT)     | Teka                 | + 2' 19"    |
| 10. | Claudio Bortolotto (ITA) | Santini-Selle Italia | + 8' 02"    |